# Ferruccite
La ferruccite è un minerale.